# Monohelea andersoni
Monohelea andersoni is een muggensoort uit de familie van de knutten (Ceratopogonidae). De wetenschappelijke naam van de soort is voor het eerst geldig gepubliceerd in 1981 door Wirth and Grogan.